# Гімназична вулиця (Херсон)

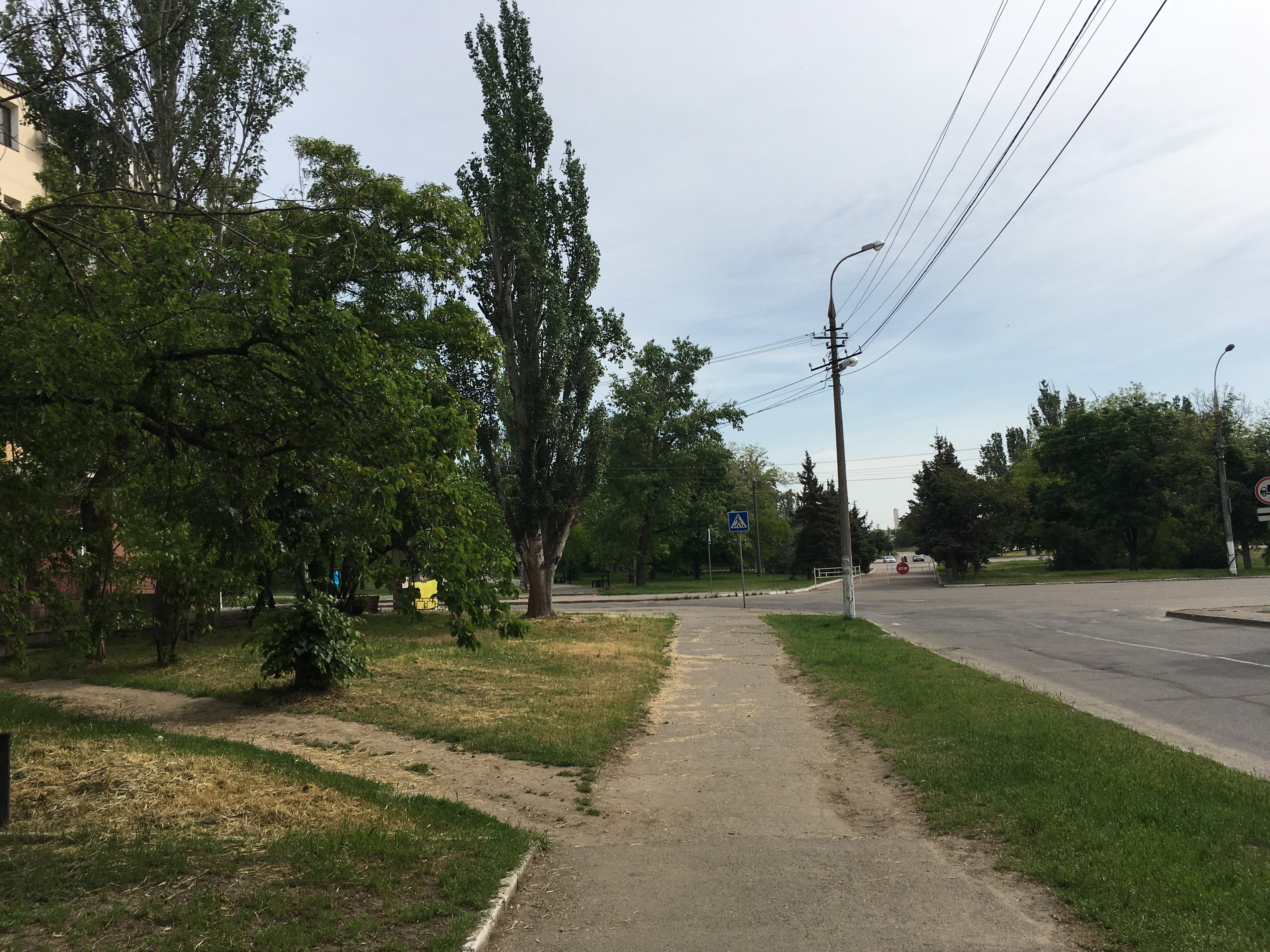
Кінець вулиці Гімназична - перехрестя з вулицею Дружби та парк Слави. На задньому плані - початок вулиці Героїв Крут

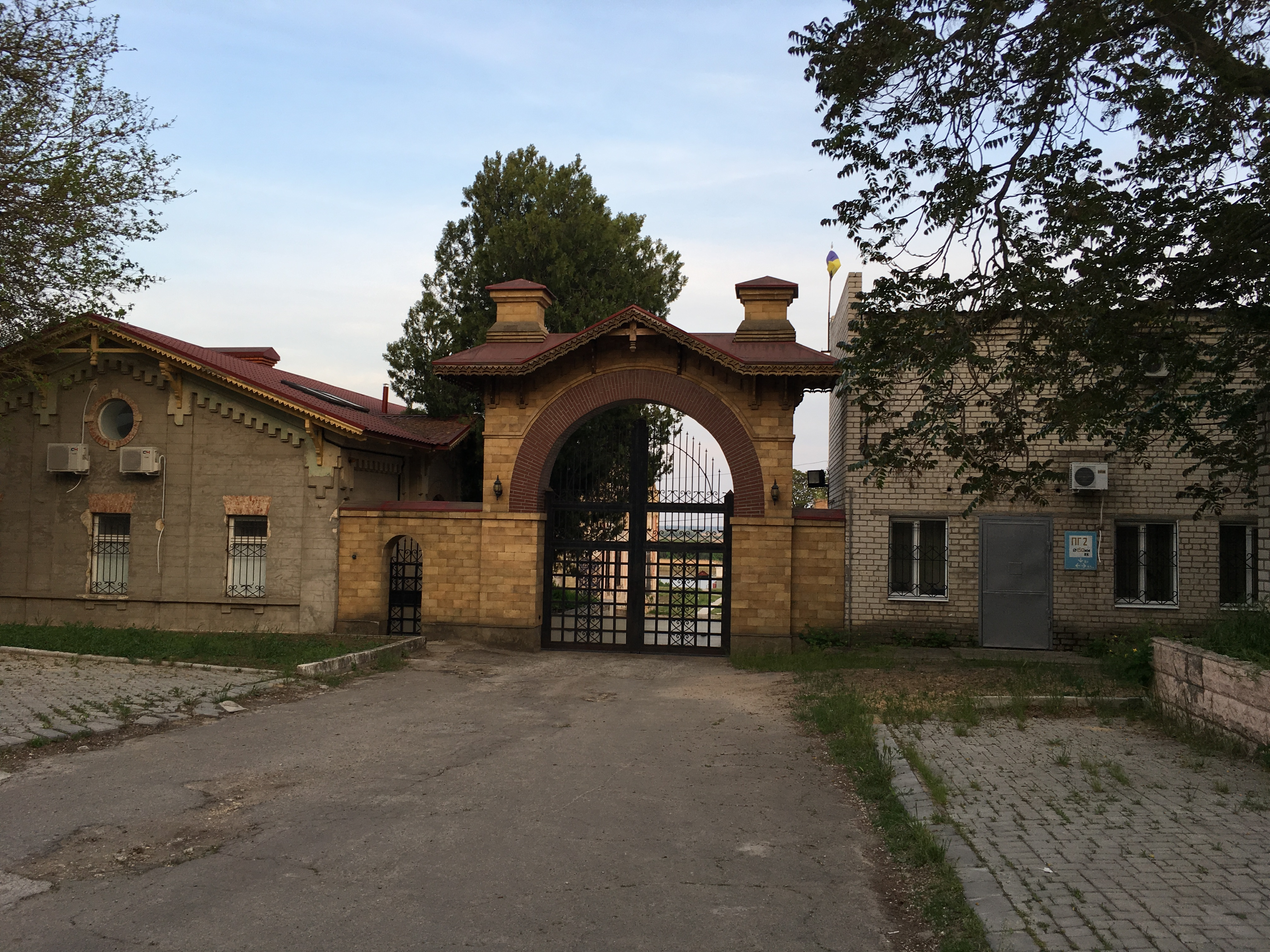
Ворота на територію колишнього пивзаводу по вул. Гімназична, 36

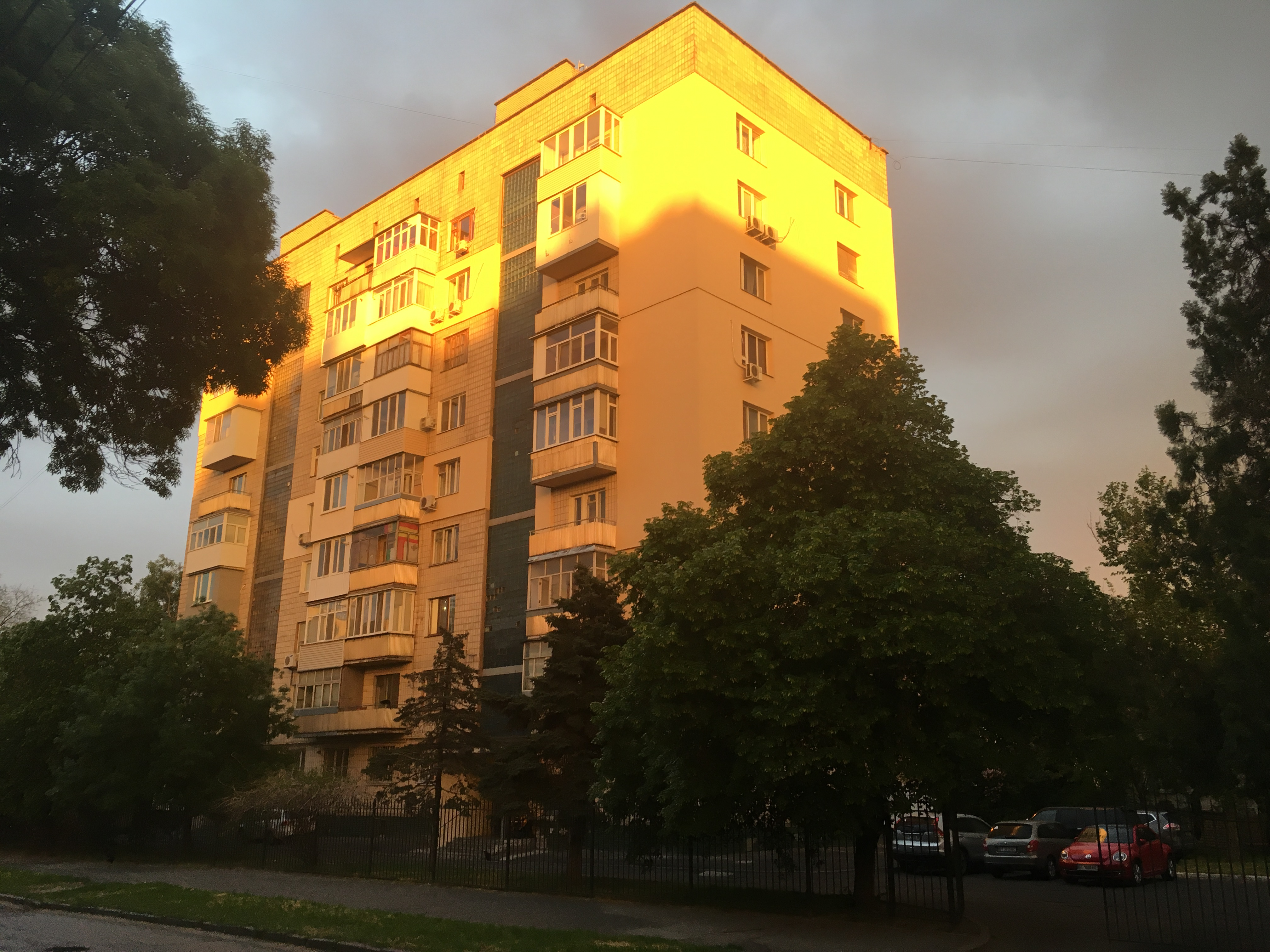
Житловий будинок по вул. Гімназична, 18

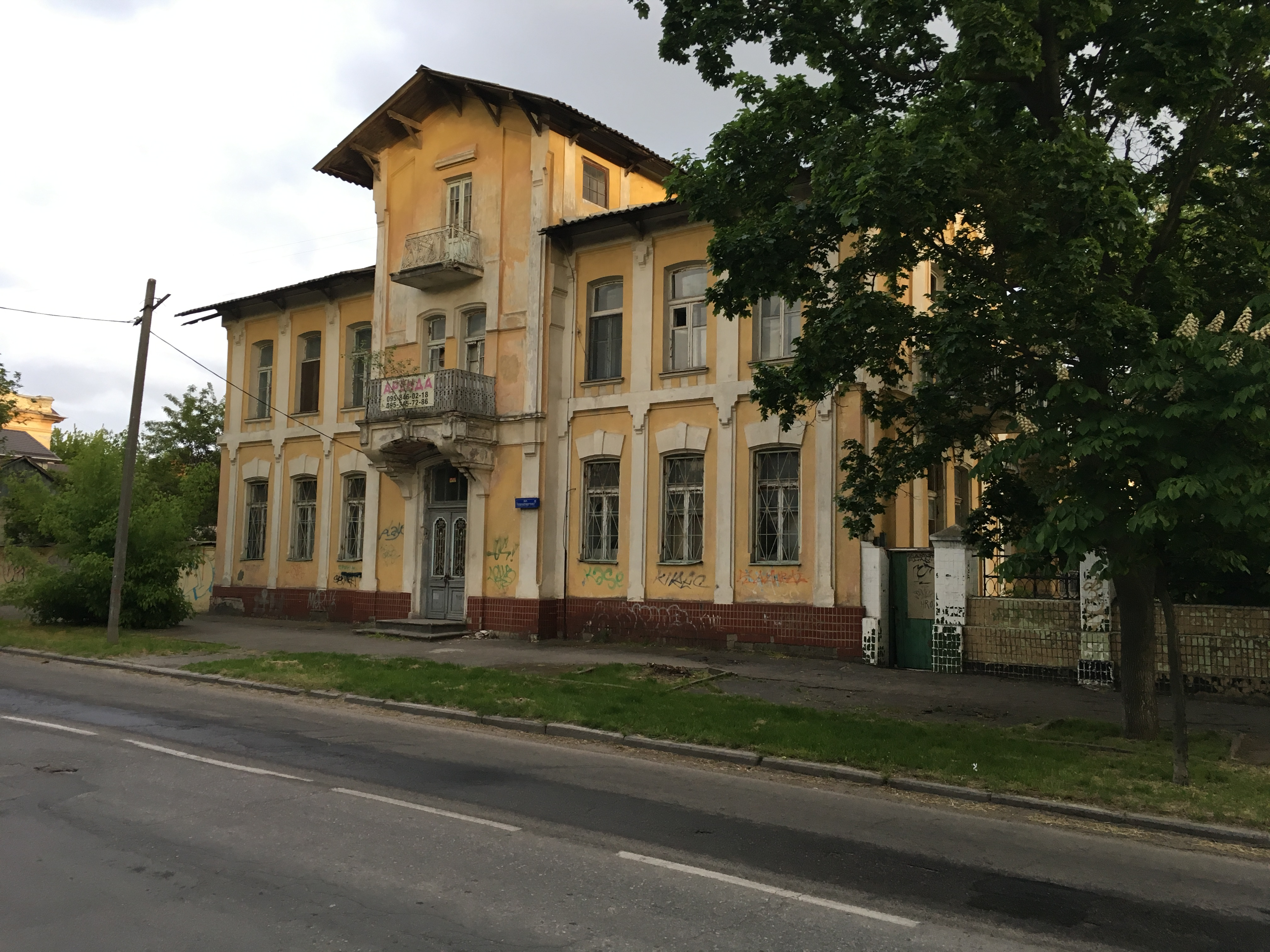
Будинок Писарева

Вулиця Гімназична — вулиця в Херсоні, розташована в Центральному районі, з'єднує проспект Незалежності та вулицю Соборну з вулицею Дружби. Ближче до кінця вулиці до неї примикає вулиця Лютеранська, що також іде на схід від проспекту Незалежності. За перехрестям з вулицею Дружби Гімназична продовжується алеєю в парку Слави, що переходить у вулицю Героїв Крут.
Західна частина вулиці сформувалася у другій половині XIX ст. Вперше згадується на плані міста 1870 року. Свою назву отримала від 1-ї чоловічої гімназії, що знаходилася на перетині вулиць Соборної та Говардівської. Від кута садиби гімназії саме й починалася вулиця Гімназична.
Сучасну назву вулиця носить з 1924 р.
Вулицю зокрема прикрашає двоповерховий житловий будинок за № 6 із багатою ліпниною та парадним входом, оточеним двома коринфськими колонами

## Пам'ятки
Будинок Писарева (вул. Гімназична, 2).